# 龙云

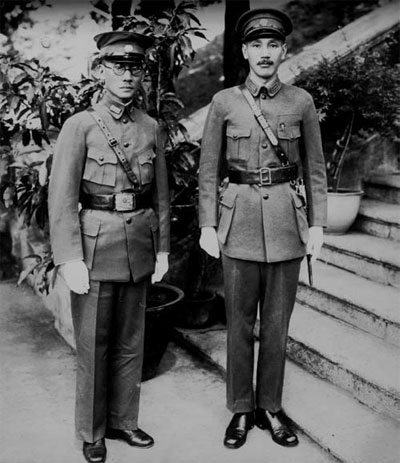
雲南省政府主席龍雲與蔣中正第一次在雲南見面合照

龙云（1884年11月9日—1962年6月27日），譜名登雲，字志舟，彝族，族名納吉烏梯，雲南恩安（今昭通市昭阳区）炎山乡下营盘松乐村人，祖籍四川涼山金阳县，滇系軍閥首领，號稱云南王，中华人民共和国政治人物，原副国级领导人。曾任雲南省政府主席、军事参议院院长、中华民国总统府战略顾问会副主任、中华人民共和国中央人民政府委员、中华人民共和国国防委员会副主席、全国政协常委等职。

## 生平

### 早年
黑彝地主家庭出身。排行第四，小名毛老四，在家居长，尚有一弟（早夭）一妹（龙登凤）。其村寨极偏僻，没有学校，龙云一直未能读书启蒙。16岁时才和表弟卢汉被送到昭通城读书。1890年（清光绪十六年），父亲去世，母亲回娘家，龙云到舅父龙德源家生活。16岁才和表弟卢汉被送到昭通城读书、跟随在昭通的四川武术家马得胜等習武。结识永善县人邹若衡，三人结为兄弟，并称为“昭通三剑客”。在炎山收购木材顺金沙江运往四川宜宾出售。
1911年6月參加四川保路同志會，參加保路運動，加入同鄉魏煥章的一支保路同志军。辛亥革命後雲南省由蔡鍔發動昆明革命，雲南獨立後蔡鍔決定派遣滇軍出省協助臨接省份脫離清朝統治。援川滇军總司令韓建鐸，下有第一梯團謝汝翼、第二梯團李鴻祥。宣統二年（1911年）12月龍雲在宜宾加入了谢汝翼梯团，被委任为辎重营见习中队长。
中華民國建立，滇軍撤回雲南。民國元年（1912年）7月謝汝翼推薦龍雲进入云南陆军讲武堂第4期步兵科学习。民國二年（1913年）八月，龍雲畢業，被分配到云南军都督府警卫营少尉侯差员。1914年（民国三年）11月调任昭通独立步兵营少尉排长。1915年3月20日补授陆军步兵少尉。12月25日，云南护国起义后，蔡锷将唐继尧随从副官邹若衡调走，在邹若衡的推荐下，唐继尧调龙云任云南都督府副官处少尉侍从副官。護國戰爭期間因其武功出众，獲得唐继尧賞識提拔，1916年3月调升云南陆军警卫第1团第2营第7连中尉排长、该团第2营第7连上尉连长，为唐继尧的近卫。1917年（民国六年）3月28日获颁七等文虎章，5月12日晋授陆军步兵上尉，10月11日调任佽飛軍（连级）少校队长。1917年（民国六年）11月，唐继尧以滇黔靖国联军总司令名义率师往贵州毕节，龙云同行。1918年（民国七年）4月9月，所部扩编为佽飛軍大队，升任少校大队长，7月唐继尧到重庆召开川滇黔鄂豫五省联军会议，龙云护卫有功，于11月6日升任佽飛軍中校大队长。
民國十年（1921年），唐繼堯在省內鬥爭中輸給了顧品珍流亡香港，但佽飛軍未因此解散。唐在流亡前夕于1月15日將佽飛軍更名為云南陆军步兵第11團（3月3日后改称滇军总司令部警卫团），由龍雲出任團長，进驻蒙自，此部隊成為龍雲在後續軍閥內戰中的親信部隊。唐繼堯逃亡後，1921年6月移驻廣西省，龙云扩编为李友勋的滇黔赣援桂联军第3路下属的第1梯团（辖两支队），龙升任少将梯团长。1922年1月，唐继尧重组靖国军后改编在广西的旧部为四个军，龙云仍为李友勋的靖国第1军第1梯团长。2月，唐继尧率部返滇攻打顾品珍，李友勛戰死，龍雲继任靖国第一軍代軍長。民國十一年（1922年）3月顧品珍戰死，唐繼堯回任雲南督軍，龍雲于3月29日兼任云南全省警务处处长、省会警察厅厅长，4月6日升任靖国军滇军第3军（辖两梯团）中将代理军长、云南全省警务处处长、省会警察厅厅长，4月14日兼任滇东镇守使（驻昆明），6月13日改任滇东镇守使署中将镇守使兼靖国军军饷委员会委员。8月1日由云南省公署颁发勋三位和二等文虎章，8月2日还获得了法属安南军官级青龙勋章。
1923年（民国十二年）3月，龙云兼任云南陆军将校队队附，5月兼任云南省公署省务员。1925年9月22日，唐继尧组织建国联军，委龙云兼任建国联军第五军（辖两旅）军长（同时免去将校队队附兼职）。1924年（民国十三年），龙云倡议并带头捐资，开凿了从昭通城南簸箕湾与昭鲁大河交汇的河道，长13余公里，取名龙公河。1925年（民国十四年）2月，唐继尧派兵入广西，以龙云为第二路军总指挥，进攻南宁，后遭失败。

### 主政云南

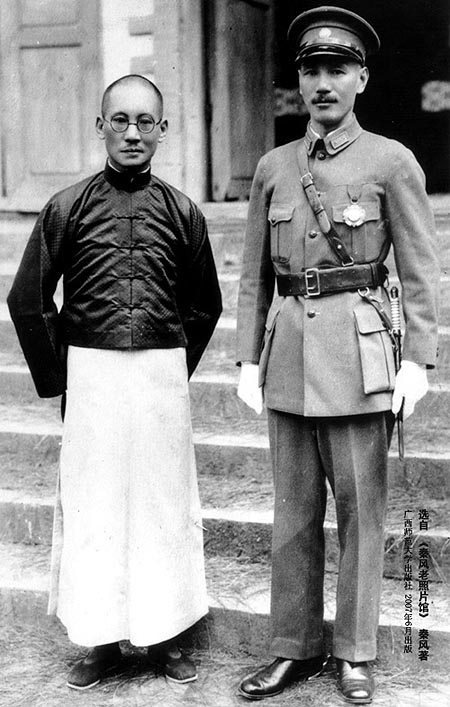
蔣介石與龍雲合照（1930年）

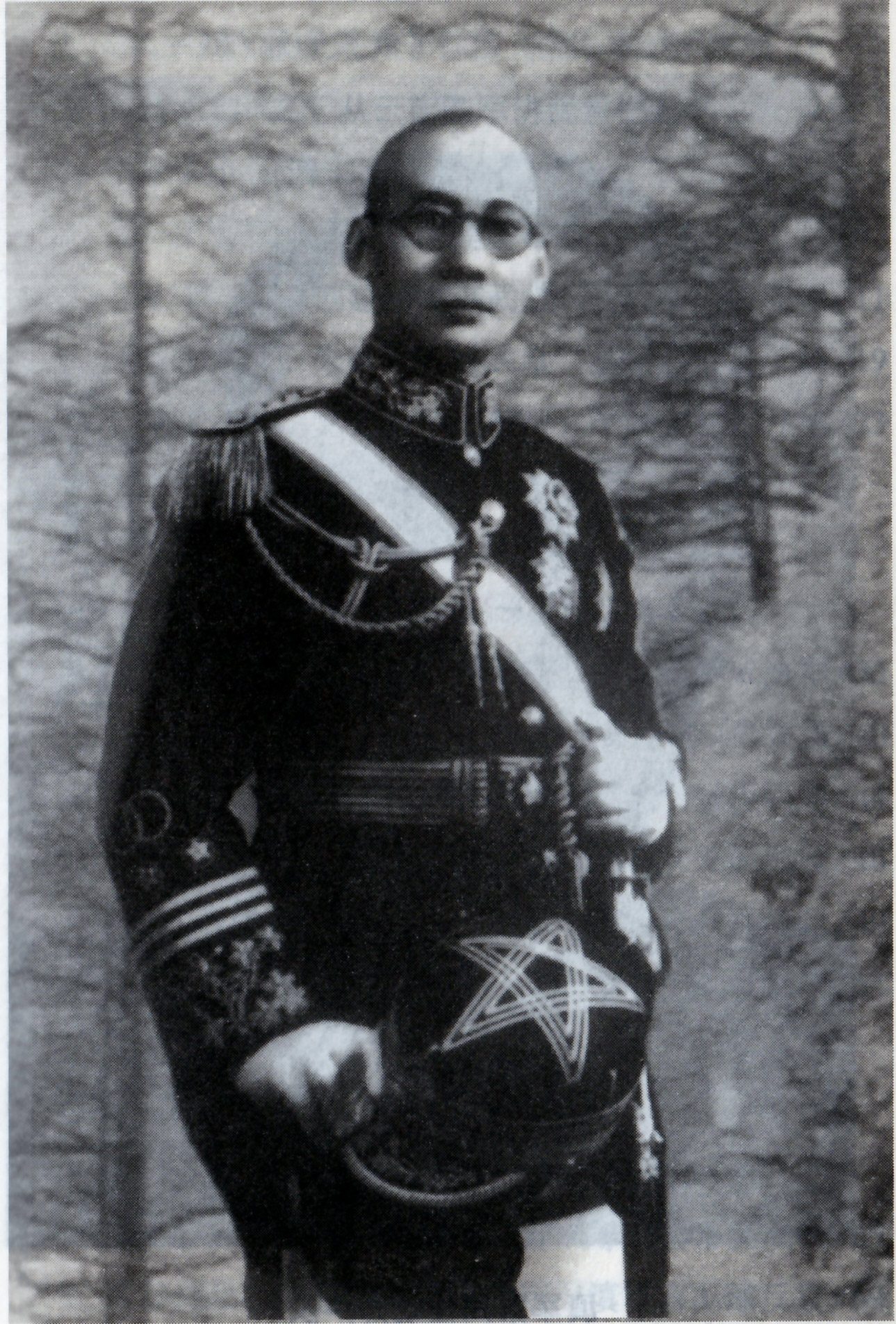
龙云

1926年1月，龙云改任昆明镇守使署（辖两旅）中将镇守使兼云南东北边防督办，3月15日兼任云南省公署清收积欠公款委员会委员长。在國民革命軍北伐戰爭啟動後，滇軍系統的立場並不一致，唐繼堯是較為偏北京北洋政府、而他麾下的鎮守使態度卻偏向廣州國民政府。後來胡若愚（滇南鎮守使）、龍雲（滇中鎮守使）、張汝驥（昭通鎮守使）、李選廷（滇西鎮守使）四人同盟在民國十六年（1927）發動“二六政變”，唐繼堯被逼下臺。3月8日，雲南省政府省務委員會成立，龙云等九人为委员，胡若愚任主任委員，接受國民政府節制。4月11日，龙云兼任云南省政府省务委员会主席，4月20日改兼云南陆军讲武学校校长。5月7日，龙云派兵查封了国民党左派掌控的国民党省党部、省农民协会。6月5日，龍雲所部則被更名為國民革命軍第三十八軍（辖两旅），龙改任上将军长。胡若愚为國民革命軍第三十九軍军长。
1927年5月唐繼堯猝逝後，雲南省內的四位軍事巨頭隨即展開內鬥。胡若愚同年6月14日發兵監禁五臺山住處的龍雲（“六一四政變”），将其锁在铁笼中关了一个多月。龍雲在被扣押的過程中遭砲擊導致左眼負傷，後因未獲得可靠醫療因此失明。但龍雲的表弟盧漢趁隙脫逃並擁立胡瑛暂代三十八軍軍長（辖五师），胡若愚支解三十八軍的企圖失敗後，三十八軍在盧漢的指揮下朝昆明進攻。7月24日，胡若愚率部离开昆明，至昆明东郊大板桥时释放了龙云，胡、龙双方达成《板桥协议》。7月25日，胡瑛率部进入昆明。8月13日，龙云回到昆明，接任第三十八军军长，兼代云南省务委员会主席、云南陆军讲武学校校长。龙云扣押在6月分兵變時發砲傷其左目之王潔修，並在8月13日將其槍斃。8月18日，胡若愚、张汝骥联合贵州省政府主席周西成反攻龙云，周西成部占领宣威。唐继虞率三师部队从滇西进逼昆明，旋退走。1927年冬，龙云部与胡若愚、张汝骥、周西成部战于曲靖，胡、张、周部失利，退入貴州省，龙云取得了雲南省的軍政主導權。民國十七年（1928年）1月17日，國民政府正式任命龍雲为云南省政府主席。1月21日，国民政府任命龙云为国民革命军第十三路军（辖第38军）总指挥，并兼任云南全省保安司令（自行免去讲武学校校长兼职）。1928年4、5月间，龙云召开了“内政改革会议”，会议通过了进行清党、财政改革、国库管理和消灭土匪武装四项决议；清党作为四项“改革的先决条件”。
龍雲在主政雲南省後，主要與南京國民政府結盟。包括支持中國國民黨清黨，有效穩固其統治力。
1929年（民国十八年）3月，龙云部第97师师长孟坤倒戈，投靠胡若愚。胡与张汝骥、孟坤联合组织反龙的“靖滇军”。1929年4月12日，龙云部朱旭师联合親蔣中正的貴州軍閥李燊部进攻新桂系支持的周西成，周战死。李燊继任为贵州省政府主席。1929年7月，滇军离开贵州，周西成原部属毛光翔反攻贵阳，李燊逃走，毛继任贵州省政府主席。1929年7月11日，昆明北门街火药库爆炸，昆明城大部炸毁，称为“七一一”事件。龙云部与靖滇军战于昆明郊区，靖滇军退走。1929年冬，张汝骥为龙云部所俘后枪决，孟坤渡河溺死。胡若愚逃往上海，靖滇军瓦解。龙云统一了云南，在雲南的統治無人能制衡。南京政府发表云南省政府组织令，委龙云为省政府主席。龙云成立讨逆第十路军军官候补队（队长卢浚泉），旋经历亲共风波改为第98师军事队。龙云的大儿子龙绳武，为蒋介石收为“义子”。
1930年（民国十九年）中原大戰爆发。当年5月，龙云奉蒋介石命令，以卢汉为前敌总指挥，出兵二万，进攻广西，围困南宁达三个多月不下，逼迫新桂系退兵。卢汉败退回滇。11月，龙云宣布“废师改旅”：卢汉98师6个团保留两个团、朱旭99师4个团保留两个团、张凤春100师留守云南只派了一个团参战、张冲101师4个团保留一个团。12月31日，龙云成立讨逆第十路军教导团（主要教职员仍延续自原讲武学校并在原校址上办学），自兼团长。1931年1月1日获颁二等宝鼎章，2月当选中国国民党中央候补委员，3月10日，在宜良法明寺发生卢汉、朱旭、张凤春、张冲四师长倒龙事件（“三一零”事件），为首的便是卢汉。口号是清除参谋长孙渡、民政厅厅长张维翰、禁烟局局长马为麟等唐继尧旧部。3月12日龙云宣布省主席和十路军总指挥职务告假三个月，回昭通扫墓。蒋介石出面平息风波，表示“甚为系念”、“思虑甚切”，特致电龙云“回省主持，待其复电再定处理办法。对四师长电暂置不复”，表示了鲜明的挺龙态度。张冲劝说卢汉为避免云南内战，3月17日请回了龙云继续主政，4月7日顺利地实施了废师改旅：卢汉第98师改为第3旅，朱旭第99师改为第5旅，张凤春第100师改为第7旅，张冲第101师改为第9旅。张凤春被长期扣押到抗战初期；卢汉、朱旭被削去军职，分别任命为省督练处长（全省团务督办）和民政厅长；张冲因顾全大局反戈有功，仍为第9旅旅长兼云南盐运使。此后卢汉长期担任闲职，直到抗战爆发。5月1日龙云被免去军长兼职，6月15日兼任国民政府委员（12月29日免去）。
蒋曾对其左右亲近人员说：“龙云好比南越王赵佗，自帝其国，非敢有害于天下。龙云只想独霸云南，称臣纳贡，既无问鼎中原之心，也乏窥窃神器之力，不同于阎、冯、李、白，对龙云要容忍，只要服从中央，即使在云南另搞一套，最后为我所用，无伤大局。对龙云要忍小忿而就大谋，抬高左手，就等于压低右手，提拔龙云，也就是压低李、白。”
1931年（民国二十年），由龙云、卢汉为主要捐资人，由安恩溥直接筹办了昭通民众实业公司，在昭通进行开垦、采矿开办灯厂等。成立云南省经济委员会。在政務上龙云延攬了陸崇仁、繆雲台等專業官僚，穩定雲南省政治理，並持續推行雲南省政近代化。1932年（民国二十一年），改组成立富滇新银行，先后以李培炎、缪云台为行长，发行滇币。至1941年，云南仍坚持使用自己的滇币，而拒绝使用法币，这与蒋介石把西南大后方建设成抗日基地的愿望是相悖的。
1934年12月，中央红军进入贵州，龙云接济黔军王家烈、犹国才弹药三十万，以增强黔军堵追红军的实力；随后直接派派孙渡率滇军入黔追堵红军。1935年，蒋介石指挥围堵红军长征而亲临云南，据陈布雷回忆：“龙主席自谓乘飞机尚属第一次，观蒋公在机中指点山川，剖示方略，益叹服总戎之伟大，为余等言之者再。蒋公对龙主席备极称许，谓其坦易而明大义，故到滇以后，唯与之讨论如何振兴文化产业，以建设西南国防根据，其他政事，虽龙君屡请指导，蒋公均仅示大概，嘱其全权负责，不愿责以速效焉。”1935年（民国二十四年）2月19日，蒋介石以龙云为剿匪军第二路军（辖五旅）上将总司令对抗红军长征。4月3日叙任陆军二级上将，9月30日兼任中央陆军军官学校昆明分校主任，11月当选国民党中央监察委员会委员。1936年（民国二十五年）1月1日，龙云获颁二等云麾勋章，红军二、六军团此时到达贵州毕节。3月30日龙兼任中央陆军军官学校校务委员，4月30日兼任滇黔剿匪军总司令，7月9日获颁国民革命军誓师十周纪勋章，7月14日兼任国防会议委员。蒋介石于8月2日任命龙云为“滇黔绥靖公署”（由滇黔剿匪军总司令部改组）上将主任并加委云南省公务员铨叙委员会主任委员。
1936年6月1日 ，两广事变发生，李宗仁、陈济棠反蒋，龙云支持蒋介石，谴责两广事变。西安事变时，龙云强烈谴责张学良、杨虎城两人，誓言军事讨伐。按龙云长子龙绳武的说法：“我老太爷和蒋先生谈不上有什么私人交情，他们两人只有利害上的交情。老太爷认为蒋是一个已经形成气候的领导人物，所以支持他。”
1936年，滇军编为6个步兵旅（每旅2团）、2个直属大队、6个直属团、4个独立营、1个航空处，约3.6万人。各县常备队统一整编为21个保安营共有近万人。

### 抗战时期
中国抗日战争初期，龍雲表態呼應南京政府進行抗日戰爭。1937年8月8日，龙云离开昆明去南京出席“国防会议”，表示出兵2万支援全国抗战，并于8月20日就任第3预备军司令长官（12月免去）。主持抢建滇缅公路。派遣其表弟卢汉率滇军赴前线参战，参加了包括“台儿庄战役”等二十多次战役，雖然滇軍装备不良，但仍然在战斗中以惨烈的伤亡完成任務，同時云南在抗戰末期成為重要的兵源提供地，为抗战胜利作出巨大贡献。
1938年10月1日兼任第1集团军（辖第30军团、第32军团）总司令。12月19日，汪精卫夫妇、陶希圣等十余人，乘坐龙云包租的专机，离开昆明飞抵越南。蒋介石在日记中经常告诫自己须“注意滇龙动向”。直到1939年4月13日，龙云主动致函蒋介石，明确表示“与汪氏素无往还，此次短期接触，已稔知其为人，既不磊落光明，又不忠厚安分，在其艳电发出后，职未加以攻击，犹本古人薄责于人之义，未肯论其短长，且各方正攻击汪氏，亦不必再下井投石，亦即遵钧座宽厚待人，不咎既往之旨，为留余地”“滇省与我公同一命运，在此敌人力图分化，汪氏被敌利用之时，吾辈军人，不论何种职责，惟有立定脚跟，不为利害所动，恪遵既定国策，以待钧座从容”。蒋认为“滇龙态度已表以对中央之忠诚”“云南情形进步，此于内部局势之转机甚有关系也”。1942年5月，云南局势因缅甸战事、滇西抗战而处在万分紧张关头时，汪精卫离开南京赴满洲国访问，蒋介石认为于此“可断龙与汪已无关系，否则在此云南急迫之时，如汪逆与龙有联络，则汪似无暇离宁，故以此一点对滇之内部无足顾虑，则不患敌犯滇也”。
1939年1月7日，龙云辞去集团军总司令兼职，以卢汉为集团军总司令。4月15日云南军管区正式成立后，龙云以省主席兼军管区司令、动员委员会主任委员。5月，特任航空委员会委员，12月21日又被任命为军事委员会委员长昆明行营上将主任。
蒋介石在1940年1月电告卢汉，表示“举凡行政上之国税、省税制度，金融制度，公库制度，地方行政制度，军事之建设整理，人事经理之监督整饬，兵役机构之完备，补充兵额之供应，军需资源之调整，军品内运之保护等等，均盼能依照现行法令办理”。即要求龙云取消云南的各项特殊地方政策，融入中央系统。卢汉在复电蒋时，转达龙之意，表示“各项均属国家要政，自当分别时间、步骤，逐一遵照办理”；但又表示，“欲彻底整理，诸多困难”，如若取消消费税，改征营业税，十不抵一，“不敷之数悉予补助，则困难毫无，消费税立可取消，一切迎刃而解”。“再者，滇省目前应调整之事项，如人事、军事、财政，均有彻底调整之必要，若仅办取消消费税一项，与全局有关窒碍实大，不如趁此将滇省所有国家财政一律交还财部接管，军政费由中央负担，军政人员完全照中央规定办理，似此得一总解决，不特权责分明，即庶政亦易于上轨道。”蒋认为“该省所有人事、军事、财政一律交还中央全盘调整，若能做到实最合理”，但“此项办法自多困难”。此后，龙云提出的要求，有些得以解决，有些悬而不决，而蒋、龙关系却因此而恶化。6月，龙云兼任南盘江水利监督（1943年11月免去）。8月又兼任云南省政府地方行政干部训练团主任。
1941年12月7日太平洋战争爆发，重庆国民政府正式对日宣战。龍雲被任命为军事委员会委员长昆明行营主任，统辖云南军政大权。在昆明成立驻滇干训团，蒋介石兼团长，以龙云、陈诚为副团长，陈诚负实际责任。随之中国军队出师援缅，日军进攻滇西，云南由抗战后方而成为前线，地位日形重要，龙云亦无法再推拒中央军入滇。1941年，昆明防守司令部成立，中央军进驻昆明，蒋介石认为“五年来统一川康滇之计划到此方得实现”。
1943年中国远征军司令部在昆明成立。1943年5月，龙云呈准蒋介石，把滇黔绥靖公署护卫部队7个旅改编为7个师，每师辖3个团：
- 暂编第18师：滇黔绥靖公署步兵第1旅（原滇黔绥靖公署近卫旅）改编为暂编第18师。师长卢浚泉
- 暂编第19师：师长龙绳武
- 暂编第20师：1940年滇黔绥靖公署护卫第3旅隶属新组建的第一集团军（驻蒙自）第一路军（总指挥卢浚泉）。1943年第3旅改为暂编第20师，师长安纯三（安恩溥的胞弟），副师长钟光汉，参谋长殷开本，由屏边迁驻建水。
- 暂编第21师：滇黔绥靖公署护卫第4旅改编为暂编第21师。师长邱秉常。该师与原182师、184师统编为第六十军。
- 暂编第22师：滇黔绥靖公署护卫第5旅改编为暂编第22师。师长杨炳麟.
- 暂编第23师：滇黔绥靖公署护卫第6旅改编为暂编第23师。旅长龙奎垣是龙云的侄儿，因为犯错才被免职，潘朔端任师长。该师后在越南分编到各师。
- 暂编第24师：师长龙绳祖

其中暂编第19、第23、第24三个师由龙云直接指挥，余归滇越边区总司令部卢汉指挥。1945年初，滇越边区总司令部改编为第一方面军，卢汉任总司令，下设第一路、第二路。1945年6月以第1路、第2路的暂编第18师、第20师、第22师新组第九十三军，卢浚泉为军长。 
1944年1月1日获颁一等景星勋章。 
1943年-1945年10月，中国共产党委派南方局宣传部长的华岗，到云南与龙云联络，试图争取其支持中共，双方建立了长期的沟通。1943年9月抗日战争时期的“第三次反共高潮”背景下，在重庆召开中国国民党五届十一中全会，蒋介石于会中邀集孔祥熙、戴季陶、何应钦、陈诚、白崇禧、龙云等党国大佬“商讨十一中全会关于宣布共党罪行暨本党对共态度之决议草案，该草案内容，系一方面暴露共党种种罪行，一面表示取消第十八集团军番号，并以封锁方法防范共党之叛乱”。蒋征询诸人意见时，戴季陶和王宠惠“均称甚美”，而“龙云似不甚赞同，但不作明白表示”。蒋介石在日记中写：“最近证明，龙云与共匪已沆瀣一气，互相为图，该猡与中央难堪至今已极”“对滇方针亦以忍垢含羞处之，以待其变化也”。龍雲本人在1944年加入中國民主同盟，据罗隆基回忆，龙曾指定缪云台为代表，罗代表民盟，加上中共在昆明的地下负责人，组成秘密委员会，讨论团结西南几省实力派反蒋的问题。后因1945年10月蒋介石突然解除其武装被软禁而告终，但为后来龙云加入中华人民共和国新政府奠定了基础。1944年2月5日，龙云部冒充土匪，抢劫美国军械一事，美国因此一度不发中国武器；而蔣中正因此在日記內道出“龍雲跋扈，尤可憂慮”此類不滿之言。
1944年陆军总司令部在昆明成立。龙云兼任副总司令。

### 保护西南联大
龙云主政期间予雲南境內知識份子批評中央的言論自由，给西南联大提供了相当程度的保护，直到其失势下台，《炎黄春秋》杂志文章《龙云与民主堡垒西南联大》写道：

西南联大所以被称为民主堡垒，其原因是多方面的……但还有一个必不可少的客观有利条件，这就是联大地处云南昆明，而当时云南省主席龙云对爱国民主运动持比较开明的态度，他自己也于1944年秘密加入民主同盟。有人说：如果西南联大在四川或其它蒋介石可以直接控制的地方，西南联大就不可能保持学术自由、兼容并包的原则，也不可能成为民主堡垒。这句话是符合实际的。

《剑桥中华民国史1912-1949》下卷，也描写到龙云保护了西南联大的部分教授，“反对国民党独裁的联大教授从地方军阀云南省主席龙云得到支持，他阻碍了中央政府代理人控制大学校园政治思想的措施。”，“当1945 年 11 月昆明学生领导反内战示威时，云南的政治气候已在变化；云南省长龙云虽然在战时与中央政府合作，但也保护了学术界。”
具体在如下几次事件当中可见：
- “1941年3月上旬，蒋介石派三青团组织处长康泽到昆明，要抓中共控制的学生，遭到龙云抵制，康泽未能得逞，悻悻而去。”
- 1942年1月7日，西南联大学生發起讨孔游行，龙云又一次以“等因奉此”的公文旅行来应付，不采取实际行动，康泽又一次悻悻而去。

### 兵变解职
日本投降后，根据盟军最高统帅部的指令，越南北纬17度线以北地区由中国军队接收。蒋介石命令由陆军第一方面军司令卢汉率部赴越接收。蒋介石要龙绳武的暂19师、龙绳祖的暂24师、潘朔端的暂23师一起调入越南，经过一番讨价还价后只答应暂24师留下，其余2个师與國民革命軍第六十軍入越南。留在昆明的部队有中央军嫡系精锐第五军、青年军第207师和机场守备司令部的5个团、宪兵13团等。五华山事件后，暂24师在师长龙绳祖、副师长陇生文带领下在曲靖自行解散；暂19师、暂23师撤销番号，兵员编入卢汉的其他部队。

### 遭第五軍鎮壓、解職
1945年7月6日，龙云获颁美国银质棕榈叶勋饰自由勋章。10月3日，由於龍雲長時間與中國共產黨交往密切，同時抗戰勝利後雲南地位已由過去邊境重鎮變得無足輕重，促使蔣中正出兵鎮壓龍雲。鎮壓部隊由當時駐昆明的國民革命軍第五軍主導。杜聿明还提前向驻昆明美军作了通报，美军下令官兵日夜武装，禁止外出。龙云退据五華山的雲南省政府以警卫营兵力军事对峙3天，直至收到在越南的陆军第一方面军司令官卢汉拒绝率部反抗而是接受蔣中正的安排接任云南省政府主席，龙云才放弃军事对峙。 
1945年10月10日获颁胜利勋章。10月15日，龙云在重庆宣誓就任军事参议院院长。国民政府主席蒋中正监誓时致辞：“龙院长在过去八年中，在云南维护后方重要基地，拥护抗战，拥护中央，煞费苦心，其功不可磨灭。今到中央就任军事参议院院长，责任更加重大，希望龙院长努力完成未来使命。”龙云致答词：“龙云向在地方担任工作，此次奉调军事参议院院长，始来中央。顷承主席及监督委员训示各点，自当敬谨接受，努力遵行。还望主席各位僚友，随时予以督促指导，以免陨越，是所至幸。”龙云对来看他的蔣中正说：“我在你的领导下服务很久了，自问对你、对国家、对地方都没有什么对不起的。改组一个地方政府，调换职务，这原是很普通的事情，但是不采用正常方式，而用这种非常手段，未免过分，这样做，恐对国人留下不良影响。”蒋说：“我的指示不是这样的，这是杜聿明搞错了，要处罚！”为了缓和龙云的怨气，并对外有所交代，10月13日蔣中正约杜聿明和关麟徵谈话，决定对调两人职务，因为“龙虽自多罪恶，而中央人员不能不有纪纲也”。蒋对杜聿明说：“你解决龙云对国家是立了功，可是得罪了龙云，你应该为国家背过。我表面上先公布将你撤职查办的命令，实际上是调升你到东北去当保安司令长官。”10月16日，杜聿明以“对于昆明防守部队，管束不严，防务处理颇多失当”为由，被予以免职处分，由关麟徵接任云南警备总司令。10月17日，杜聿明出任东北保安司令长官。《中央日报》社评：“综观这次事件的经过，中央的处置可谓宽大公正，而龙氏的深明大义也不能不引起我们的钦崇……我们认为中央的调开龙主席，与龙主席的听命调任，都是适合时宜的举动。这表示中央的威信已经能及于全国任何地方，这也表示即令是旧时代的军人现在也已随着时代而进步着。虽然在交接的过程中曾经发生了一点小的不幸插曲，不免令人感觉遗憾万分，但就大局论，总不能不说是可以令人满意。”
据龙云的英文秘书刘宗岳回忆：1945年11月，被软禁在成都的龙云得知卢汉同意将滇军调往东北打内战并准备回云南当省主席后，气得大骂：“忘恩负义，卖主求荣。”在这前后卢汉两次去拜访龙云，而龙云“一见面就是严厉的指责，埋怨卢汉不为他撑腰，有时连骂几个钟头，虽到开饭时间，也不留卢汉吃饭”。
1946年5月，国民政府还都南京，龙云也跟隨政府至南京，並被軟禁在中央路156号洋房居住。而後军事参议院取消，龙云被任命为新成立的战略顾问委员会上将副主任委员。1948年1月1日晋颁一等宝鼎勋章，12月8日，在陈纳德等人帮助下，龙云乘C-47運輸機从南京到达广州，并乘船到达英属香港，结束了三年两个月的软禁生活，在香港加入中國國民黨革命委員會并当选为中央委员。1949年4月11日，龙云在香港举行记者招待会，公布了给李宗仁、何应钦的信。1949年8月13日，联合起44人在香港发表了《我们对于现阶段中国革命的认识与主张》的声明，表示与蒋中正彻底决裂，归向人民。并暗中策动表弟卢汉在云南倒戈投共，表示“滇事由弟主持，外面接头由兄负责，此前恩怨一笔勾销。”。

### 中华人民共和国成立后
在1949年10月中華人民共和國成立時，龍雲列入中央人民政府委員，1950年1月3日龍雲从香港北上，1月18日到达北京居住于东单北总布胡同，朱德当日前来探望。1950年6月28日任西南军政委员会副主席。1953年1月14日，任西南行政委员会副主席。1954年，当选第一届全国人大代表。9月，他出席第一届全国人大第一次会议讨论宪法草案，期间并发言。1954年9月任国防委员会副主席。1954年12月任中国人民政治协商会议第二届全国委员会常务委员。1956年3月任民革中央副主席。1956年出访苏联、罗马尼亚、捷克斯洛伐克、南斯拉夫等东欧国家。1957年初，在反右运动中，龙云曾在全國人大的雲南組會議發言，主要表達了三層意思：「第一，蘇聯是我們社會主義陣營的老大哥。可是，他們太欺負我們的黨和國家了，借我們的債，要高利息，要限期歸還。第二，雲南解放以前，雲南的農村已經遭到天災人禍的破壞，解放後應該讓人民休養生息。第三，我們涼山的彞族區域，還處在奴隸社會階段，社會十分落後。應該循序漸進地把他們帶進社會主義社會來。一來就搞階級鬥爭，實行土地改革，我覺得為時尚早。」發言後，原滇軍舊部屬張沖就很擔心地私下對他說：「哎，你發言為什麼不事前找我商量一下，你對於當前的形勢一點也不明白，現在正在運動開始的時候，怎麼可以隨便潑冷水呢？」又說：「話說得是對的，可是這些話你只合私下向黨中央說，怎麼可以在群衆中間亂說呢？」盧漢回家後也說：「老主席（龍雲）太孟浪，他說的話雖然在情在理，但是在『反右』的風頭上，怎麼能說這些話呢？要挨，要挨！」之後龍雲被扣上「反黨」、「反社會主義」兩項罪名，成為「大右派」，也受到昔日的部下、之後的少數民族幹部批判，被指為「土皇帝」、「家天下」。1957年春被划为“右派”，成为少数民族著名六大右派之首。1958年2月1日中央撤销了龙云国防委员会副主席职务。1959年12月复任全国政协常委。1962年4月任政协第三届全国委员会常委。

### 身後
1962年，龍雲在北京去世。文化大革命期间，他的家被北航红卫兵抄家封门，夫人顾映秋也遭批斗，他在石林上的题字也被刮掉。1980年其右派问题被平反，之后其在石林上的题字又被放在石林上。

## 家族後人
妻妾
1. 元配阿夙夫人（1882–1918）昭通黑彝，育有长子龙绳武和三子龙绳曾，並負責管理老家的财产。
2. 诺妞夫人（1886–1911）凉山黑彝，育有次子龙绳祖和大女儿纳吉莫阿丽。
3. 三夫人李培莲（1900–1933）云南宾川人，育有四子龙绳文、五子龙绳勋（早故）、国壁（女）、六子龙绳勲、七子龙绳德。
4. 四夫人顾映秋（1902–1966）昆明名门世家，无出。

子孫
- 长子龙绳武（1906-1995）：入云南陆军讲武堂学习，因殴打教官被龙云送到法国圣西尔军校骑兵科学习。毕业归国后任云南陆军讲武堂军士大队副大队长、警卫团团附兼第一营营长。1938年与胡淑贞结婚。1940年任昆明行营第2旅少将旅长兼腾龙边区行政监督。1942年5月7日滇西抗战时在腾冲临阵弃城而走，县长邱天培和中央军第六十六军第28师师长刘伯龙等其他军政要员也跟着望风而逃。5月10日，292名日本官兵未费一枪一弹便进占腾冲县城。1943年任暂编第19师师长。1945年五华山事变后，到南京任少将参军。1949年4月升任中将参军。1949年8月抵香港。1949年8月13日，追随龙云等44人在香港联名发表了《我们对于现阶段中国革命的认识与主张》声明。1950年龙绳武被任命为云南省人民政府委员。但滞留香港不归。1954年11月携夫人胡淑贞和一男三女抵达台湾任中将参军。其口述回忆录《龙绳武先生访问记录》中对在台湾的生活样描述为：“没做什么事情，基本是闲差，领干薪。”1989年到1990年，台湾历史学者张朋园先后八次采访龙绳武和妻子胡淑贞，龙绳武当时已经双目失明近两年。
  - 绳武有三女（宗彦，宗敏，宗慧）一子（宗霖）和俩个孙女一个孙子，今都在美国。
- 次子龙绳祖：就读于于法国圣西尔军校、陆军大学将官班，抗日战争时期任滇黔绥靖公署独立团团长。1943年任暂编24师师长。1946年7月，在曲靖就地解散了全师官兵，自行离职。
  - 一子（已故）和一女（龙珠）及三个外孙女，今都在美国。
- 长女莫阿丽
  - 子乔玉书（今同儿子在北京），女儿觉博阿华（已故）。一孙女在加拿大定居。
- 三子龙绳曾：就读于于云南陆军军官教导团、陆军大学将官班。
  - 有三子一女，1950年他们一起被云南军区昭通地方部队击斃在家（最大的13岁，最小的尚在襁抱中），幸存一子龙保福今同其儿子在美国。
- 四子龙绳文：毕业于昆明国立西南联合大学，1945考入美国威斯康辛州立大学，攻读国际关系学，毕业后从事商业活动，成为了美国华人中有影响力的实业家。尼克松访华时，龙绳文在美国第一次组织了华人访华团前往中国。后出任全美华人协会总干事、后任会长。
- 五子龙绳勋（1923-2007）：留学于美国麻省大学，娶香港著名女星程月如（林黛）。
  - 其獨子龍宗翰在香港出生，曾任懲教署人員，後進修並從事法律工作，2022年11月13日因心臟病病逝於香港律敦治醫院。
- 二女儿龙国壁毕业于上海复旦大学，1945年留学于美国宾州女子学院，后与陈策之子陈进求结婚，居美国华盛顿。
  - 有两子一女。
- 七子龙绳德毕业于人大贸易系，在中国科学院民族语言研究所工作，后旅居美国。
  - 绳德有两女宗泽和宗仪。纽约市地方检察官龙宗泽（Felicity Lung）的前夫是中华人民共和国持不同政见者唐柏桥，2003年11月結婚，2013年2月離婚。

## 遺跡

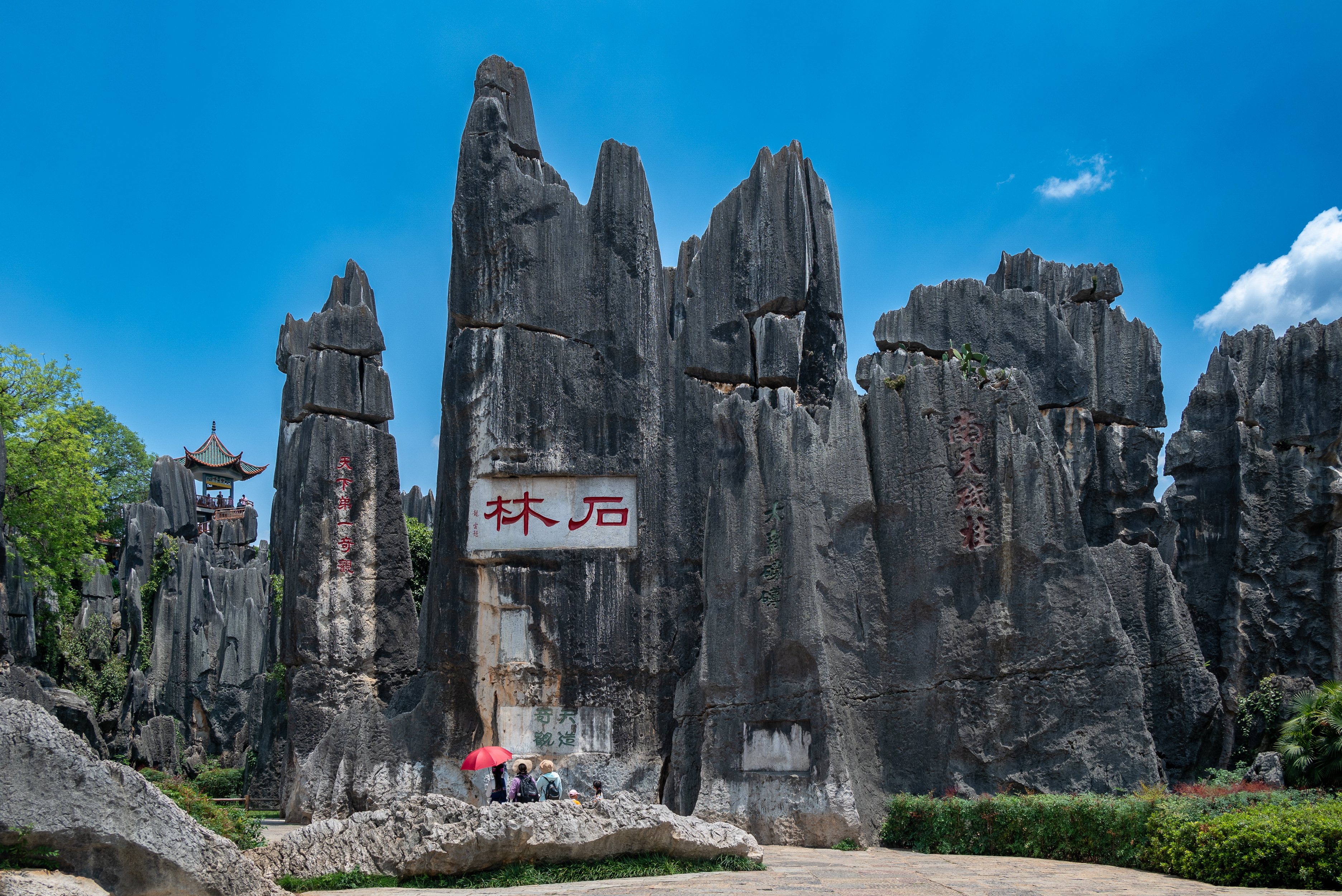
龙云在石林的题字，他原来的题字现为现在题字的右下方的白色方块

- 石林题字
- 香港太平山盧吉道32號的荒廢大宅「龍廬」